# Governo Abe IV
Il governo Abe IV è stato il 98º governo del Giappone, in carica dal 1º novembre 2017 al 16 settembre 2020 (sebbene dimissionario dal 28 agosto 2020), con a capo il primo ministro Shinzō Abe. 
Il governo era una coalizione tra il Partito Liberal Democratico e Kōmeitō.
Abe dimissionò l’esecutivo il 28 agosto 2020, esponendo come motivazione personali problemi di salute. A causa di ciò, fu indetta un’elezione interna al suo partito, che deliberò la sua sostituzione, alla carica di leader di partito, con Yoshihide Suga, il quale formò il suo governo il 16 settembre 2020.

## Situazione parlamentare
| Camera                    | Collocazione | Partiti                                                                       | Seggi     |
| ------------------------- | ------------ | ----------------------------------------------------------------------------- | --------- |
| Camera dei Rappresentanti | Maggioranza  | LDP (284), Kōmeitō (29)                                                       | 313 / 465 |
| Camera dei Rappresentanti | Opposizione  | PCD (55), KNT (50), JCP (12), NINK (11), PDP (11), PSD (2), Indipendenti (22) | 152 / 465 |

## Elenco dei ministri

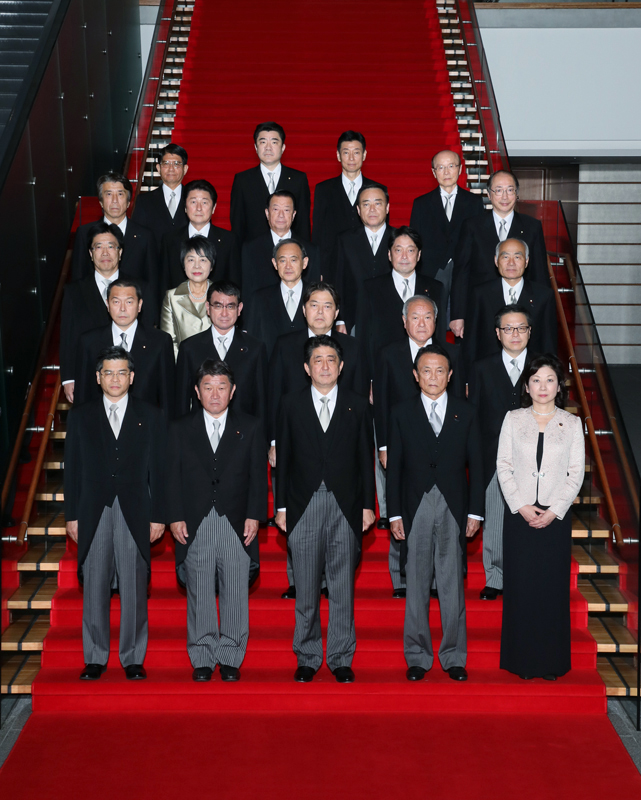
Il primo ministro del Giappone Shinzō Abe (prima fila, al centro) con i membri del governo all'interno del Kantei al momento della formazione iniziale dell’esecutivo, 1º novembre 2017.

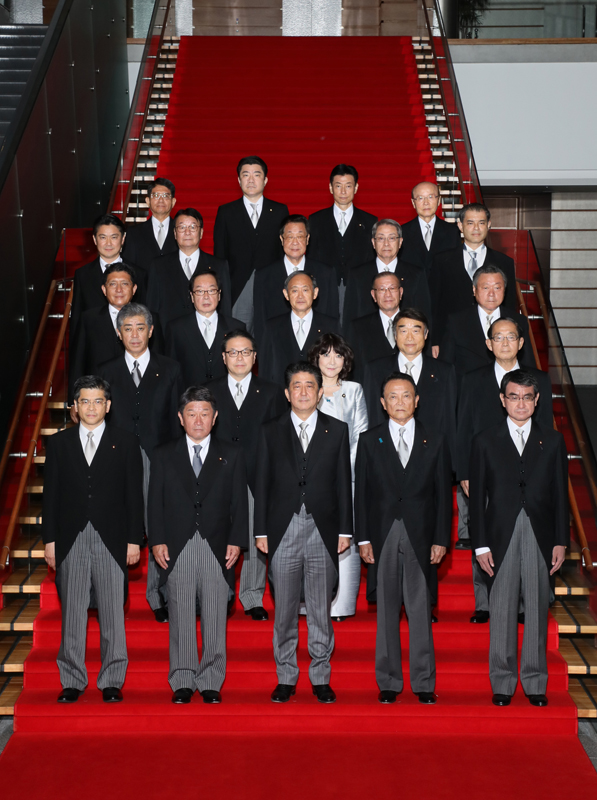
Il primo ministro del Giappone Shinzō Abe (prima fila, al centro) con i membri del governo all'interno del Kantei al momento del primo rimpasto dell’esecutivo, 2 ottobre 2018.

### Legenda
|   | Partito Liberal Democratico (PLD)      |
|   | Kōmeitō (K)                            |
| R | Membro della Camera dei rappresentanti |
| C | Membro della Camera dei consiglieri    |

### Gabinetto

#### Ministri
| Dicastero | Titolare | Titolare | Titolare                                                       | Titolare |
| --- | -------- | -------- | -------------------------------------------------------------- | -------- |
| Primo ministro |          |          | Shinzō Abe                                                     | R        |
| Vice Primo ministro Finanze; Ministro di Stato per i servizi finanziari; Ministro incaricato del superamento della deflazione |          |          | Tarō Asō                                                       | R        |
| Affari interni e comunicazioni Ministro di Stato per la previdenza sociale ed il codice fiscale; Ministro di Stato per l’uguaglianza di genere; Ministro di Stato per l’emancipazione femminile |          |          | Seiko Noda (fino al 2 ottobre 2018)                            | R        |
| Affari interni e comunicazioni Ministro di Stato per la previdenza sociale ed il codice fiscale; Ministro di Stato per l’uguaglianza di genere; Ministro di Stato per l’emancipazione femminile |          |          | Masatoshi Ishida (dal 2 ottobre 2018 all’11 settembre 2019)    | R        |
| Affari interni e comunicazioni Ministro di Stato per la previdenza sociale ed il codice fiscale; Ministro di Stato per l’uguaglianza di genere; Ministro di Stato per l’emancipazione femminile |          |          | Sanae Takaichi (dall’11 settembre 2019)                        | R        |
| Giustizia |          |          | Yōko Kamikawa (fino al 2 ottobre 2018)                         | R        |
| Giustizia |          |          | Takashi Yamashita (dal 2 ottobre 2018 all’11 settembre 2019)   | R        |
| Giustizia |          |          | Katsuyuki Kawai (dall’11 settembre al 31 ottobre 2019)         | R        |
| Giustizia |          |          | Masako Mori (dal 31 ottobre 2019)                              | R        |
| Affari esteri |          |          | Tarō Kōno (fino all’11 settembre 2019)                         | R        |
| Affari esteri |          |          | Toshimitsu Motegi (dall’11 settembre 2019)                     | R        |
| Istruzione, cultura, sport, scienza e tecnologia Ministro incaricato della riforma dell'istruzione |          |          | Yoshimasa Hayashi (fino al 2 ottobre 2018)                     | R        |
| Istruzione, cultura, sport, scienza e tecnologia Ministro incaricato della riforma dell'istruzione |          |          | Masahiko Shibayama (dal 2 ottobre 2018 all’11 settembre 2019)  | R        |
| Istruzione, cultura, sport, scienza e tecnologia Ministro incaricato della riforma dell'istruzione |          |          | Koichi Hagiuda (dall’11 settembre 2019)                        | R        |
| Agricoltura, foreste e pesca |          |          | Ken Saitō (fino al 2 ottobre 2018)                             | R        |
| Agricoltura, foreste e pesca |          |          | Takamori Yoshikawa (dal 2 ottobre 2018 all’11 settembre 2019)  | R        |
| Agricoltura, foreste e pesca |          |          | Taku Etō (dall’11 settembre 2019)                              | R        |
| Salute, lavoro e politiche sociali Ministro incaricato della riforma dello stile di lavoro; Ministro responsabile della “questione dei rapimenti” |          |          | Katsunobu Katō (fino al 2 ottobre 2018)                        | R        |
| Salute, lavoro e politiche sociali Ministro incaricato della riforma dello stile di lavoro; Ministro responsabile della “questione dei rapimenti” |          |          | Takumi Nemoto (dal 2 ottobre 2018 all’11 settembre 2019)       | R        |
| Salute, lavoro e politiche sociali Ministro incaricato della riforma dello stile di lavoro; Ministro responsabile della “questione dei rapimenti” |          |          | Katsunobu Katō (dall’11 settembre 2019)                        | R        |
| Economia, commercio e industria Ministro incaricato della competitività industriale; Ministro incaricato della cooperazione economica con la Russia; Ministro incaricato della risposta all'impatto economico causato dall'incidente nucleare; Ministro di Stato per la compensazione dei danni nucleari e per la facilitazione dello smantellamento delle centrali; Ministro incaricato della Esposizione mondiale 2025 ad Osaka; |          |          | Hiroshige Sekō (fino all’11 settembre 2019)                    | C        |
| Economia, commercio e industria Ministro incaricato della competitività industriale; Ministro incaricato della cooperazione economica con la Russia; Ministro incaricato della risposta all'impatto economico causato dall'incidente nucleare; Ministro di Stato per la compensazione dei danni nucleari e per la facilitazione dello smantellamento delle centrali; Ministro incaricato della Esposizione mondiale 2025 ad Osaka; |          |          | Isshu Sugawara (dall’11 settembre al 25 ottobre 2019)          | R        |
| Economia, commercio e industria Ministro incaricato della competitività industriale; Ministro incaricato della cooperazione economica con la Russia; Ministro incaricato della risposta all'impatto economico causato dall'incidente nucleare; Ministro di Stato per la compensazione dei danni nucleari e per la facilitazione dello smantellamento delle centrali; Ministro incaricato della Esposizione mondiale 2025 ad Osaka; |          |          | Hiroshi Kajiyama (dal 25 ottobre 2019)                         | R        |
| Territorio, infrastrutture, trasporti e turismo Ministro incaricato della politica sul ciclo dell'acqua |          |          | Keiichi Ishii (fino all’11 settembre 2019)                     | R        |
| Territorio, infrastrutture, trasporti e turismo Ministro incaricato della politica sul ciclo dell'acqua |          |          | Kazuyoshi Akaba (dall’11 settembre 2019)                       | R        |
| Ambiente Ministro di Stato per la preparazione alle emergenze nucleari |          |          | Masaharu Nakagawa (fino al 2 ottobre 2018)                     | C        |
| Ambiente Ministro di Stato per la preparazione alle emergenze nucleari |          |          | Yoshiaki Harada (dal 2 ottobre 2018 all’11 settembre 2019)     | R        |
| Ambiente Ministro di Stato per la preparazione alle emergenze nucleari |          |          | Shinjirō Koizumi (dall’11 settembre 2019)                      | R        |
| Difesa |          |          | Itsunori Onodera (fino al 2 ottobre 2018)                      | R        |
| Difesa |          |          | Takeshi Iwaya (dal 2 ottobre 2018 all’11 settembre 2019)       | R        |
| Difesa |          |          | Tarō Kōno (dall’11 settembre 2019)                             | R        |
| Capo segretario di gabinetto Ministro per la mitigazione dell'impatto delle forze statunitensi a Okinawa; Ministro responsabile della “questione dei rapimenti” |          |          | Yoshihide Suga                                                 | R        |
| Affari dei consumatori e sicurezza alimentare Ministro di Stato per Okinawa e per gli affari dei territori settentrionali; Ministro incaricato delle questioni territoriali; Ministro di Stato per la politica oceanica; Ministro incaricato per la promozione dell'impegno dinamico di tutti i cittadini; Ministro di Stato per le misure contro la diminuzione del tasso di natalità                                             |          |          | Tetsuma Esaki (fino al 27 febbraio 2018)                       | R        |
| Affari dei consumatori e sicurezza alimentare Ministro di Stato per Okinawa e per gli affari dei territori settentrionali; Ministro incaricato delle questioni territoriali; Ministro di Stato per la politica oceanica; Ministro incaricato per la promozione dell'impegno dinamico di tutti i cittadini; Ministro di Stato per le misure contro la diminuzione del tasso di natalità                                             |          |          | Teru Fukui (dal 27 febbraio al 2 ottobre 2018)                 | R        |
| Affari dei consumatori e sicurezza alimentare Ministro di Stato per Okinawa e per gli affari dei territori settentrionali; Ministro incaricato delle questioni territoriali; Ministro di Stato per la politica oceanica; Ministro incaricato per la promozione dell'impegno dinamico di tutti i cittadini; Ministro di Stato per le misure contro la diminuzione del tasso di natalità                                             |          |          | Mitsuhiro Miyakoshi (dal 2 ottobre 2018 all’11 settembre 2019) | R        |
| Affari dei consumatori e sicurezza alimentare Ministro di Stato per Okinawa e per gli affari dei territori settentrionali; Ministro incaricato delle questioni territoriali; Ministro di Stato per la politica oceanica; Ministro incaricato per la promozione dell'impegno dinamico di tutti i cittadini; Ministro di Stato per le misure contro la diminuzione del tasso di natalità                                             |          |          | Seiichi Eto (dall’11 settembre 2019)                           | C        |
| Ricostruzione Ministro incaricato del coordinamento delle politiche globali per la ripresa dall'incidente nucleare di Fukushima |          |          | Masayoshi Yoshino (fino al 2 ottobre 2018)                     | R        |
| Ricostruzione Ministro incaricato del coordinamento delle politiche globali per la ripresa dall'incidente nucleare di Fukushima |          |          | Hiromichi Watanabe (dal 2 ottobre 2018 all’11 settembre 2019)  | R        |
| Ricostruzione Ministro incaricato del coordinamento delle politiche globali per la ripresa dall'incidente nucleare di Fukushima |          |          | Kazunori Tanaka (dall’11 settembre 2019)                       | R        |
| Direttore della commissione nazionale per la pubblica sicurezza Ministro incaricato della costruzione della resilienza nazionale; Ministro incaricato delle questioni territoriali; Ministro di Stato per la gestione dei disastri; Ministro incaricato della riforma amministrativa; Ministro incaricato della riforma del servizio civile;                                                                                       |          |          | Hachiro Okonogi (fino al 2 ottobre 2018)                       | R        |
| Direttore della commissione nazionale per la pubblica sicurezza Ministro incaricato della costruzione della resilienza nazionale; Ministro incaricato delle questioni territoriali; Ministro di Stato per la gestione dei disastri; Ministro incaricato della riforma amministrativa; Ministro incaricato della riforma del servizio civile;                                                                                       |          |          | Junzō Yamamoto (dal 2 ottobre 2018 all’11 settembre 2019)      | C        |
| Direttore della commissione nazionale per la pubblica sicurezza Ministro incaricato della costruzione della resilienza nazionale; Ministro incaricato delle questioni territoriali; Ministro di Stato per la gestione dei disastri; Ministro incaricato della riforma amministrativa; Ministro incaricato della riforma del servizio civile;                                                                                       |          |          | Ryōta Takeda (dall’11 settembre 2019)                          | R        |
| Politica digitale ed informatica Ministro di Stato per la strategia “Cool Japan”; Ministro di Stato per la strategia intellettuale; Ministro di Stato per le politiche scientifiche e tecnologiche; Ministro di Stato per le politiche spaziali; Ministro incaricato per la promozione dell'impegno dinamico di tutti i cittadini; Ministro di Stato per le misure contro la diminuzione del tasso di natalità;                    |          |          | Masaji Matsuyama (fino al 2 ottobre 2018)                      | C        |
| Politica digitale ed informatica Ministro di Stato per la strategia “Cool Japan”; Ministro di Stato per la strategia intellettuale; Ministro di Stato per le politiche scientifiche e tecnologiche; Ministro di Stato per le politiche spaziali; Ministro incaricato per la promozione dell'impegno dinamico di tutti i cittadini; Ministro di Stato per le misure contro la diminuzione del tasso di natalità;                    |          |          | Takuya Hirai (dal 2 ottobre 2018 all’11 settembre 2019)        | R        |
| Politica digitale ed informatica Ministro di Stato per la strategia “Cool Japan”; Ministro di Stato per la strategia intellettuale; Ministro di Stato per le politiche scientifiche e tecnologiche; Ministro di Stato per le politiche spaziali; Ministro incaricato per la promozione dell'impegno dinamico di tutti i cittadini; Ministro di Stato per le misure contro la diminuzione del tasso di natalità;                    |          |          | Naokazu Takemoto (dall’11 settembre 2019)                      | R        |
| Rivitalizzazione economica Ministro incaricato della riforma della previdenza sociale; Ministro incaricato della politica economica e fiscale; Ministro incaricato del Partenariato Trans-Pacifico e delle negoziazioni commerciali con gli Stati Uniti; Ministro per lo sviluppo delle risorse umane |          |          | Toshimitsu Motegi (fino all’11 settembre 2019)                 | R        |
| Rivitalizzazione economica Ministro incaricato della riforma della previdenza sociale; Ministro incaricato della politica economica e fiscale; Ministro incaricato del Partenariato Trans-Pacifico e delle negoziazioni commerciali con gli Stati Uniti; Ministro per lo sviluppo delle risorse umane |          |          | Yasutoshi Nishimura (dall’11 settembre 2019)                   | R        |
| Rivitalizzazione regionale Ministro di Stato per la riforma dei regolamenti; Ministro incaricato della rivitalizzazione regionale; Ministro di Stato per la riforma amministrativa; Ministro di Stato per la riforma del servizio civile; Ministro di Stato per l’uguaglianza di genere; Ministro di Stato per l’emancipazione femminile                                                                                           |          |          | Hiroshi Kajiyama (fino al 2 ottobre 2018)                      | R        |
| Rivitalizzazione regionale Ministro di Stato per la riforma dei regolamenti; Ministro incaricato della rivitalizzazione regionale; Ministro di Stato per la riforma amministrativa; Ministro di Stato per la riforma del servizio civile; Ministro di Stato per l’uguaglianza di genere; Ministro di Stato per l’emancipazione femminile                                                                                           |          |          | Satsuki Katayama (dal 2 ottobre 2018 all’11 settembre 2019)    | C        |
| Rivitalizzazione regionale Ministro di Stato per la riforma dei regolamenti; Ministro incaricato della rivitalizzazione regionale; Ministro di Stato per la riforma amministrativa; Ministro di Stato per la riforma del servizio civile; Ministro di Stato per l’uguaglianza di genere; Ministro di Stato per l’emancipazione femminile                                                                                           |          |          | Seigo Kitamura (dall’11 settembre 2023)                        | R        |
| Giochi olimpici e paralimpici di Tokyo Ministro di Stato per l’uguaglianza di genere; Ministro incaricato per l’emancipazione femminile |          |          | Shun'ichi Suzuki (fino al 2 ottobre 2018)                      | R        |
| Giochi olimpici e paralimpici di Tokyo Ministro di Stato per l’uguaglianza di genere; Ministro incaricato per l’emancipazione femminile |          |          | Yoshitaka Sakurada (dal 2 ottobre 2018 al 10 aprile 2019)      | R        |
| Giochi olimpici e paralimpici di Tokyo Ministro di Stato per l’uguaglianza di genere; Ministro incaricato per l’emancipazione femminile |          |          | Shun'ichi Suzuki (dal 10 aprile all’11 settembre 2019)         | R        |
| Giochi olimpici e paralimpici di Tokyo Ministro di Stato per l’uguaglianza di genere; Ministro incaricato per l’emancipazione femminile |          |          | Seiko Hashimoto (dall’11 settembre 2019)                       | C        |

Fonti:
- (EN) Prime Minister of Japan and His Cabinet - The Cabinet (Formazione iniziale), su japan.kantei.go.jp.
- (EN) Prime Minister of Japan and His Cabinet - The Cabinet (Post-primo rimpasto), su japan.kantei.go.jp.
- (EN) Prime Minister of Japan and His Cabinet - The Cabinet (Post-secondo rimpasto), su japan.kantei.go.jp.